# Rocce Rosse Blues
Il Rocce Rosse Blues nacque come un festival italiano di musica blues, nel 1992, a Lanusei in Sardegna.

## Storia
La prima edizione del festival fu nel 1992 a Tortolì in Ogliastra. Nel 1993 la star principale fu Ike Turner, ex marito di Tina Turner. Nel 1995, il festival venne spostato nel piazzale delle Rocce Rosse ad Arbatax e l'artista principale fu Zucchero Fornaciari in uno straordinario concerto tenuto il 27 luglio 1996. Dall'11 agosto al 15 agosto 1997, si esibirono David Bowie, BB King Wilson Pickett, James Brown, Marcus Miller feat Eric Clapton. Dal 2004 il festival si tenne anche a Santa Maria Navarrese e nel 2007 fu organizzato anche all'Anfiteatro romano di Cagliari dove si esibirono Patti Smith, Lou Reed e Negramaro.

## Luoghi & Località
| Località:                                                                                           |
| --------------------------------------------------------------------------------------------------- |
| Arbatax, Cagliari, Cardedu, Lanusei, Nuoro, Osini, Sassari, Santa Maria Navarrese, Tortolì, Ulassai |

## Edizioni

### 1992
| Data:          | Artisti: | Luogo:       | Località: | Note: |
| -------------- | --- | ------------ | --------- | ----- |
| 24 Luglio 1992 | Tommy Mc Cracken & the Force of Habit Blues Band Deitra Farr Catherine Davis, Chicago Beau & the Blue Ice Band Jimmy Dawkins | Teatro Tenda | Tortolì   |       |
| 25 Luglio 1992 | Lester Bowie & New York Organ Ensemble Andy J. Forest & The Dirtyhands                                                       | Teatro Tenda | Tortolì   | [ 1 ] |
| 26 Luglio 1992 | B.B. King e i Blue Stuff | Teatro Tenda | Tortolì   |       |

### 1993
| Data:           | Artisti:   | Luogo:       | Località: | Note: |
| --------------- | ---------- | ------------ | --------- | ----- |
| 25 Ottobre 1993 | Ike Turner | Teatro Tenda | Tortolì   |       |

### 1994
| Data:      | Artisti:                                  | Luogo:          | Località: | Note: |
| ---------- | ----------------------------------------- | --------------- | --------- | ----- |
| 28 Ottobre | Marcia Ball, Irma Thomas, Gatemouth Brown | Teatro Toni Dei | Lanusei   |       |
| 29 Ottobre | John Hammond & The Wicked Grin, Keb’ Mo’  | Teatro Toni Dei | Lanusei   |       |

### 1995
| Data:          | Artisti:                          | Luogo:      | Località: | Note:       |
| -------------- | --------------------------------- | ----------- | --------- | ----------- |
| 27 Luglio 1995 | Stile Libero, Zucchero Fornaciari | Rocce Rosse | Arbatax   | [ 2 ] [ 3 ] |

### 1996
| Data: | Artisti:            | Luogo:      | Località: | Note:       |
| ----- | ------------------- | ----------- | --------- | ----------- |
|       | Salvatore Amara     | Rocce Rosse | Arbatax   | [ 4 ]       |
|       | Agosta, Mick Taylor | Rocce Rosse | Arbatax   | [ 5 ] [ 6 ] |

### 1997
| Data:     | Artisti:                                        | Luogo:      | Località: | Note:         |
| --------- | ----------------------------------------------- | ----------- | --------- | ------------- |
| 11 Luglio | David Bowie                                     | Rocce Rosse | Arbatax   | [ 7 ] [ 8 ]   |
| 12 Luglio | BB King                                         | Rocce Rosse | Arbatax   | [ 9 ]         |
| 13 Luglio | Back in Blues Band, Wilson Pickett, James Brown | Rocce Rosse | Arbatax   | [ 10 ] [ 11 ] |
| 15 Luglio | Marcus Miller feat Eric Clapton                 | Rocce Rosse | Arbatax   | [ 12 ]        |

### 1998
| Data:     | Artisti:           | Luogo:      | Località: | Note: |
| --------- | ------------------ | ----------- | --------- | ----- |
| 25 Luglio | Jeff Beck          | Rocce Rosse | Arbatax   |       |
| 26 Luglio | Lucky Peterson     | Rocce Rosse | Arbatax   |       |
| 1 Agosto  | The Blues Brothers | Rocce Rosse | Arbatax   |       |

### 1999
| Data:     | Artisti:            | Luogo:      | Località: | Note:  |
| --------- | ------------------- | ----------- | --------- | ------ |
| 31 Luglio | Zucchero Fornaciari | Rocce Rosse | Arbatax   | [ 13 ] |
|           | Pino Daniele        | Rocce Rosse | Arbatax   |        |

### 2000
| Data: | Artisti: | Luogo: | Località: | Note: |
| ----- | -------- | ------ | --------- | ----- |
|       |          |        |           |       |

### 2001
| Data: | Artisti: | Luogo: | Località: | Note: |
| ----- | -------- | ------ | --------- | ----- |
|       |          |        |           |       |

### 2002
| Data:         | Artisti:             | Luogo:            | Località: | Note:  |
| ------------- | -------------------- | ----------------- | --------- | ------ |
| Novembre 2022 | Hoochie Coochie Band | Teatro Tonino Dei | Lanusei   | [ 14 ] |

### 2003
| Data:     | Artisti:                     | Luogo:      | Località: | Note:  |
| --------- | ---------------------------- | ----------- | --------- | ------ |
| 13 Agosto | Andrea Parodi & Gabin Dabirè | Rocce Rosse | Arbatax   | [ 15 ] |
| 16 Agosto | Piero Pelù, Le Balentes      | Rocce Rosse | Arbatax   | [ 16 ] |

### 2004
| Data:        | Artisti:                    | Luogo:                        | Località:             | Note:  |
| ------------ | --------------------------- | ----------------------------- | --------------------- | ------ |
| 3 Agosto     | Andrea Parodi e Al Di Meola | Piazza Principessa di Navarra | Santa Maria Navarrese | [ 17 ] |
| 11 Settembre | Lou Reed                    | Piazza Principessa di Navarra | Santa Maria Navarrese | [ 18 ] |

### 2005
| Data:       | Artisti:                                                               | Luogo:                         | Località:             | Note: |
| ----------- | ---------------------------------------------------------------------- | ------------------------------ | --------------------- | ----- |
| 2 Luglio    | Patty Smith                                                            | Piazza Principessa di Navarra  | Santa Maria Navarrese |       |
| 8 Luglio    | Eric Burdon & The Animals                                              | Piazza Principessa di Navarra  | Santa Maria Navarrese |       |
| 9 Luglio    | Willy DeVille                                                          | Piazza Principessa di Navarra  | Santa Maria Navarrese |       |
| 10 Luglio   | Cousteau                                                               | Piazza Principessa di Navarra  | Santa Maria Navarrese |       |
| 16 Luglio   | Greg Osby                                                              | Teatro San Francesco           | Tortolì               |       |
| 23 Luglio   | Jan Garbarek & The Hilliard Ensemble                                   | Chiesa di Sant'Andrea Apostolo | Tortolì               |       |
| 24 Luglio   | Fabio Morgera, John Surman, Karin Krog, Terje Rypdal & Vigleik Storaas | Chiesa di Sant'Andrea Apostolo | Tortolì               |       |
| 29 Luglio   | Aida Cooper, Dr. Feelgood                                              | Piazza Principessa di Navarra  | Santa Maria Navarrese |       |
| 30 Luglio   | Giorgia                                                                | Piazza Principessa di Navarra  | Santa Maria Navarrese |       |
| 31 Luglio   | Otis Taylor, Paolo Bonfanti                                            | Piazza Principessa di Navarra  | Santa Maria Navarrese |       |
| 7 Agosto    | The Wailers Band                                                       | Piazza Principessa di Navarra  | Santa Maria Navarrese |       |
| 13 Agosto   | Steve Rogers Band                                                      | Piazza Principessa di Navarra  | Santa Maria Navarrese |       |
| 26 Agosto   | Francesco De Gregori                                                   | Piazza Principessa di Navarra  | Santa Maria Navarrese |       |
| 3 settembre | Francesco Guccini                                                      | Piazza Principessa di Navarra  | Santa Maria Navarrese |       |

### 2006
| Data:       | Artisti:                      | Luogo:                        | Località:             | Note: |
| ----------- | ----------------------------- | ----------------------------- | --------------------- | ----- |
| 16 Luglio   | Solomon Burke                 | Piazza Principessa di Navarra | Santa Maria Navarrese |       |
| 22 Luglio   | Franco Battiato               | Piazza Principessa di Navarra | Santa Maria Navarrese |       |
| 28 Luglio   | Charles McPherson             | Piazza Principessa di Navarra | Santa Maria Navarrese |       |
| 6 Agosto    | Negramaro                     | Piazza Principessa di Navarra | Santa Maria Navarrese |       |
| 13 Agosto   | Afterhours                    | Piazza Principessa di Navarra | Santa Maria Navarrese |       |
| 18 Agosto   | Riccardo Cocciante            | Piazza Principessa di Navarra | Santa Maria Navarrese |       |
| 26 Agosto   | Edoardo Bennato & Alex Britti | Piazza Principessa di Navarra | Santa Maria Navarrese |       |
| 3 Settembre | Vinicio Capossela             | Piazza Principessa di Navarra | Santa Maria Navarrese |       |

### 2007
| Data:       | Artisti:                            | Luogo:                         | Località: | Note: |
| ----------- | ----------------------------------- | ------------------------------ | --------- | ----- |
| 16 Giugno   | Beppe Grillo                        | Parco Comunale de La Sughereta | Tortolì   |       |
| 8 Luglio    | Patti Smith                         | Anfiteatro romano              | Cagliari  |       |
| 14 Luglio   | Lou Reed                            | Anfiteatro romano              | Cagliari  |       |
| 7 Agosto    | Negramaro                           | Anfiteatro romano              | Cagliari  |       |
| 7 settembre | Toots Thielemans                    | Cantina Antichi Poderi         | Jerzu     |       |
| 8 Agosto    | Charlie Mariano, Maurizio Giammarco | Cantina Antichi Poderi         | Jerzu     |       |

### 2008
| Data:     | Artisti:                                                      | Luogo:      | Località: | Note:  |
| --------- | ------------------------------------------------------------- | ----------- | --------- | ------ |
| 26 Luglio | John Lee Hooker Jr.                                           | Rocce Rosse | Arbatax   |        |
| 27 Luglio | Pyeng Threadgill - Shemekia Copeland                          | Rocce Rosse | Arbatax   | [ 8 ]  |
| 1 Agosto  | Johnny Winter                                                 | Rocce Rosse | Arbatax   | [ 19 ] |
| 8 Agosto  | Vinicio Capossela                                             | Rocce Rosse | Arbatax   | [ 20 ] |
| 9 Agosto  | Tazenda special guest Francesco Renga                         | Rocce Rosse | Arbatax   | [ 21 ] |
| 10 Agosto | Kna, Askra, Ratapignata, Dr Drer & Crc Posse Menhir, Mama Joe | Rocce Rosse | Arbatax   |        |
| 13 agosto | Lapola                                                        | Rocce Rosse | Arbatax   |        |
| 15 agosto | Bandabardò                                                    | Rocce Rosse | Arbatax   | [ 22 ] |
| 16 agosto | Paolo Migone                                                  | Rocce Rosse | Arbatax   |        |
| 20 agosto | Caparezza                                                     | Rocce Rosse | Arbatax   |        |
| 31 agosto | Sud Sound System                                              | Rocce Rosse | Arbatax   |        |

### 2009
| Data:     | Artisti:             | Luogo:      | Località: | Note:  |
| --------- | -------------------- | ----------- | --------- | ------ |
| 8 Agosto  | Claudio Baglioni     | Rocce Rosse | Arbatax   | [ 23 ] |
| 13 Agosto | Francesco De Gregori | Rocce Rosse | Arbatax   |        |
| 14 Agosto | Ruja Carrera         | Rocce Rosse | Arbatax   |        |
| 14 Agosto | Tamuria, Subsonica   | Rocce Rosse | Arbatax   |        |

### 2010
| Data:     | Artisti:                                         | Luogo:      | Località: | Note:  |
| --------- | ------------------------------------------------ | ----------- | --------- | ------ |
| 23 Luglio | Matt Schofield Band: dr. John & The Lower 911    | Rocce Rosse | Arbatax   | [ 24 ] |
| 24 Luglio | Ruthie Foster – Otis Taylor                      | Rocce Rosse | Arbatax   | [ 25 ] |
| 25 Luglio | Michael Burk – Eark Thomas & The Kings of Rhythm | Rocce Rosse | Arbatax   | [ 26 ] |
| 30 Luglio | Cristiano De Andrè                               | Rocce Rosse | Arbatax   | [ 27 ] |
| 1 Agosto  | The Originals Wailers                            | Rocce Rosse | Arbatax   |        |
| 10 Agosto | Mago Forest                                      | Rocce Rosse | Arbatax   |        |
| 11 Agosto | Bandabardò                                       | Rocce Rosse | Arbatax   |        |
| 12 Agosto | Fiorella Mannoia                                 | Rocce Rosse | Arbatax   |        |
| 13 Agosto | Carmen Consoli                                   | Rocce Rosse | Arbatax   | [ 28 ] |
| 14 Agosto | Giovanni Allevi                                  | Rocce Rosse | Arbatax   |        |
| 16 Agosto | Toquinho                                         | Rocce Rosse | Arbatax   |        |
| 20 Agosto | Goran Bregovic and The Wedding & Funeral Band    | Rocce Rosse | Arbatax   |        |
| 23 Agosto | Kocani Orkestar e Romeo Scaccia                  | Rocce Rosse | Arbatax   |        |
| 28 Agosto | Marco Travaglio                                  | Rocce Rosse | Arbatax   |        |

### 2011
| Data:     | Artisti:                  | Luogo:                        | Località:             | Note: |
| --------- | ------------------------- | ----------------------------- | --------------------- | ----- |
| 9 Agosto  | Mike Moran                | Piazza Principessa di Navarra | Santa Maria Navarrese |       |
| 10 Agosto | Punkreas                  | Piazza Principessa di Navarra | Santa Maria Navarrese |       |
| 12 Agosto | Bandabardò                | Piazza Principessa di Navarra | Santa Maria Navarrese |       |
| 14 Agosto | Municipale Balcanica      | Piazza Principessa di Navarra | Santa Maria Navarrese |       |
| 19 Agosto | Premiata Forneria Marconi | Piazza Principessa di Navarra | Santa Maria Navarrese |       |
| 21 Agosto | Modena City Ramblers      | Piazza Principessa di Navarra | Santa Maria Navarrese |       |
| 24 Agosto | Marlene Kuntz             | Piazza Principessa di Navarra | Santa Maria Navarrese |       |
| 25 Agosto | Biondi                    | Piazza Principessa di Navarra | Santa Maria Navarrese |       |

### 2012
| Data:       | Artisti:                     | Luogo:                    | Località: | Note:  |
| ----------- | ---------------------------- | ------------------------- | --------- | ------ |
| 4 dicembre  | Nina Hagen                   | Teatro Lirico di Cagliari | Cagliari  | [ 29 ] |
| 9 dicembre  | Michel Godard                | Teatro Verdi              | Sassari   |        |
| 18 dicembre | Gavino Murgia                | Conservatorio di Cagliari | Cagliari  |        |
| 19 dicembre | Gavino Murgia                | Teatro Eliseo             | Nuoro     |        |
| 22 dicembre | Mick Taylor                  | Teatro Tonio Dei          | Lanusei   |        |
| 23 dicembre | Banda Osiris, Signor Palomar | Teatro Tonio Dei          | Lanusei   |        |

### 2013
| Data:       | Artisti:                      | Luogo:            | Località: | Note:  |
| ----------- | ----------------------------- | ----------------- | --------- | ------ |
| 20 dicembre | Edoardo Bennato, Danny Briant | Fiera di Cagliari | Cagliari  | [ 30 ] |
| 21 dicembre | Ian Siegal, Raul Midon        | Fiera di Cagliari | Cagliari  | [ 31 ] |
| 22 dicembre | Flavio Boltro, Dr Feelgood    | Fiera di Cagliari | Cagliari  | [ 32 ] |
| 23 dicembre | Happy Day, Gospel Singers     | Fiera di Cagliari | Cagliari  |        |

### 2014
| Data:       | Artisti:                            | Luogo:                       | Località: | Note:  |
| ----------- | ----------------------------------- | ---------------------------- | --------- | ------ |
| 18 dicembre | Signor Palomar, Roy Paci & Aretuska | Auditorium del Conservatorio | Cagliari  | [ 33 ] |
| 27 dicembre | Spaghetti Juke Joint                | Teatro Tonio Dei             | Lanusei   | [ 34 ] |
| 28 dicembre | Le Cattive Strade                   | Teatro Tonio Dei             | Lanusei   |        |
| 29 dicembre | Davide Van De Sfroos                | Teatro Tonio Dei             | Lanusei   |        |

### 2015
| Data:       | Artisti:                                           | Luogo:                       | Località: | Note:  |
| ----------- | -------------------------------------------------- | ---------------------------- | --------- | ------ |
| 3 Dicembre  | Noa Kirel & Gil Dor, Gavino Murgia                 | Auditorium del Conservatorio | Cagliari  | [ 35 ] |
| 4 Dicembre  | Sunsweet Blues Revenge Paul Millns & Butch Coulter | Teatri Tonino Dei            | Lanusei   | [ 36 ] |
| 5 Dicembre  | Cristiano De Andrè                                 | Teatri Tonino Dei            | Lanusei   | [ 37 ] |
| 6 Dicembre  | Peaches Staten                                     | Teatri Tonino Dei            | Lanusei   |        |
| 8 Dicembre  | Malika Ayane                                       | Auditorium del Conservatorio | Cagliari  |        |
| 18 Dicembre | Ernesto Assante Gino Castaldo Pink Floyd           | Auditorium del Conservatorio | Cagliari  |        |

### 2016
| Data:     | Artisti:                                           | Luogo:          | Località: | Note:  |
| --------- | -------------------------------------------------- | --------------- | --------- | ------ |
| 22 Luglio | Ruthie Foster                                      | Marina di Gairo | Cardedu   |        |
| 5 Agosto  | Stefano Bollani Daniele Sepe Nico Gori Manu Katche | Marina di Gairo | Cardedu   |        |
| 13 Agosto | Edoardo Bennato Fabrizio Poggi & Enrico Polverati  | Marina di Gairo | Cardedu   |        |
| 17 Agosto | Cristiano De Andrè                                 | Marina di Gairo | Cardedu   | [ 38 ] |

### 2017
| Data:     | Artisti:                                     | Luogo:      | Località: | Note:         |
| --------- | -------------------------------------------- | ----------- | --------- | ------------- |
| 22 Luglio | Yes                                          | Rocce Rosse | Arbatax   | [ 39 ]        |
| 30 Luglio | Goran Bregovic                               | Rocce Rosse | Arbatax   | [ 40 ] [ 41 ] |
| 1 Agosto  | Sardinia Blues Night Don Leone e i King Howl | Rocce Rosse | Arbatax   | [ 42 ] [ 43 ] |
| 3 Agosto  | Vinicio Capossela e Marc Riot                | Rocce Rosse | Arbatax   |               |
| 4 Agosto  | Ima Blues Band, Fabrizio Poggi + Guy Davis   | Rocce Rosse | Arbatax   |               |
| 5 Agosto  | Stefano Bollani                              | Rocce Rosse | Arbatax   | [ 44 ]        |
| 6 Agosto  | Chiara Civello                               | Rocce Rosse | Arbatax   | [ 45 ]        |

### 2018
| Data:     | Artisti:                                           | Luogo:              | Località: | Note:  |
| --------- | -------------------------------------------------- | ------------------- | --------- | ------ |
| 11 Agosto | Caterina Murino                                    | Osini Vecchio Borgo | Osini     |        |
| 16 Agosto | Seun Kuti & Egypt80                                | Piazza Nivola       | Osini     |        |
| 18 Agosto | Cristiano De Andrè                                 | Piazza Nivola       | Osini     |        |
| 19 Agosto | Azzurra Parisi & Jio Vittorio Pitzalis Irene Loche | Piazza Nivola       | Osini     |        |
| 24 Agosto | Bandabardò                                         | Piazza Nivola       | Osini     |        |
| 245Agosto | Valeria Martini, Dogs On Wheels, Alberto Sanna     | Piazza Nivola       | Osini     | [ 46 ] |

### 2019
| Data:       | Artisti:                                              | Luogo:                  | Località: | Note:         |
| ----------- | ----------------------------------------------------- | ----------------------- | --------- | ------------- |
| 18 Dicembre | Officum Divinum                                       | Chiesa di Santa Susanna | Osini     | [ 47 ] [ 48 ] |
| 20 Dicembre | Irene Loche, Moses, Edoardo Bennato                   | Teatro Tonio Dei        | Lanusei   |               |
| 21 Dicembre | Juwna Jenkins Blues Band, Tony Braschi Blues Band     | Teatro Tonio Dei        | Lanusei   |               |
| 22 Dicembre | Ricky Bailey from Delegation, Frankie e Canthina Band | Teatro Tonio Dei        | Lanusei   |               |
| 23 Dicembre | Coro di Nuoro, Gavino Murgia                          | Chiesa di Santa Susanna | Osini     | [ 49 ]        |

### 2020
| Data:     | Artisti:                                     | Luogo:             | Località: | Note:  |
| --------- | -------------------------------------------- | ------------------ | --------- | ------ |
| 11 Agosto | Tres Passos                                  | Osini Vecchio      | Osini     | [ 50 ] |
| 14 Agosto | The Crossing di Enzo Favata, Pasquale Mirra, | Stazione dell'arte | Ulassai   | [ 51 ] |
| 15 Agosto | Antonella Ruggiero, Simona Molinari          | Stazione dell'arte | Ulassai   | [ 52 ] |
| 16 Agosto | Stefano Bollani                              | Stazione dell'arte | Ulassai   | [ 53 ] |

### 2021
| Data:     | Artisti:                                                          | Luogo:                  | Località: | Note:  |
| --------- | ----------------------------------------------------------------- | ----------------------- | --------- | ------ |
| 13 Agosto | Alex Britti, Flavio Boltro,                                       | Piazza Barigau          | Ulassai   | [ 54 ] |
| 17 Agosto | Edoardo Bennato                                                   | Piazza Barigau          | Ulassai   |        |
| 22 Agosto | Tazenda                                                           | Piazza Barigau          | Ulassai   |        |
| 23 Agosto | Guano Padano, Frida Bollani                                       | Piazza Barigau          | Ulassai   | [ 55 ] |
| 24 Agosto | Ferruccio Spinetti, Petra Magoni Ferruccio Spinetti, Petra Magoni | Lavatoio Piazza Barigau | Ulassai   |        |
| 25 Agosto | Ferruccio Spinetti, Petra Magoni                                  | Marina di Gairo         | Cardedu   |        |
| 27 Agosto | Mogol, Angelo Valori & Medit Voices                               | Piazza Barigau          | Ulassai   |        |

### 2022
| Data:       | Artisti: | Luogo:                                 | Località: | Note:  |
| ----------- | --- | -------------------------------------- | --------- | ------ |
| 13 Dicembre | Caterina Murino, Tazenda | Chiese di Santa Susanna e San Giuseppe | Osini     | [ 56 ] |
| 17 Dicembre | Cantendi a Deus, Elena Ledda, Simonetta Soro, Mauro Palmas, Marcello Peghin, Silvano Lobina, Cuncordu e su rosariu di Santu Lussurgiu | Chiese di Santa Susanna e San Giuseppe | Osini     |        |
| 18 Dicembre | Angelica Perra, Eleonora Conigiu e Zéphyr Duo                                                                                         | Chiese di Santa Susanna e San Giuseppe | Osini     |        |

### 2023
| Data:       | Artisti:                                             | Luogo:                      | Località: | Note:         |
| ----------- | ---------------------------------------------------- | --------------------------- | --------- | ------------- |
| 4 Agosto    | Banditi e Campioni                                   | Piazzale Istituto Salesiano | Lanusei   |               |
| 6 Agosto    | bluesstrings duo                                     | Piazzale Istituto Salesiano | Lanusei   |               |
| 7 Agosto    | Art of the Duo                                       | Piazzale Istituto Salesiano | Lanusei   |               |
| 8 Agosto    | Pisano, Perra, Pischedda e Satta                     | Piazzale Istituto Salesiano | Lanusei   |               |
| 9 Agosto    | Bluestrings & Trimpet                                | Piazzale Istituto Salesiano | Lanusei   | [ 57 ]        |
| 10 Agosto   | Eugenio Finardi, Mirko Signorile e Raffaele Casarano | Piazzale Istituto Salesiano | Lanusei   | [ 57 ]        |
| 11 Agosto   | The Floyd Experience                                 | Piazzale Istituto Salesiano | Lanusei   |               |
| 12 Agosto   | Jacopo Cullin e Gabriele Cossu                       | Piazzale Istituto Salesiano | Lanusei   | [ 58 ]        |
| 17 Agosto   | Tazenda                                              | Piazzale Istituto Salesiano | Lanusei   | [ 59 ] [ 60 ] |
| 18 Agosto   | Moses                                                | Piazzale Istituto Salesiano | Lanusei   | [ 61 ]        |
| 10 Agosto   | Anderloni, Palmas, Foresti                           | Piazzale Istituto Salesiano | Lanusei   | [ 62 ]        |
| 9 Settembre | Fiorella Mannoia e Danilo Rea                        | Piazzale Istituto Salesiano | Lanusei   | [ 63 ]        |